# Святая Екатерина (шлюп)
«Святая Екатерина» или «Екатерина» — парусный шлюп или шмак Сибирской флотилии Российской империи.

## История службы
Место и дата постройки шлюпа неизвестны. После спуска на воду вошёл в состав Охотской флотилии России. Сведений о плаваниях шлюпа также не сохранилось.
30 сентября (11 октября) 1774 года по пути из Охотска на Камчатку под командованием штурмана Должантова, шлюп стал на якорь у юго-западного побережья Камчатки вблизи рек Опалы и Голыгиной, где и был разбит волнами.
Командиром шлюпа с 1774 году служил штурман Должантов.